# Spilosoma vieui
Spilosoma vieui là một loài bướm đêm thuộc phân họ Arctiinae, họ Erebidae.